# Ladislav Baláž (fotbalový trenér)
Ladislav Baláž (1906 – 1977) byl slovenský fotbalový trenér.

## Trenérská kariéra
V československé fotbalové lize vedl Slovan Nitra ve třinácti zápasech na jaře 1961, z nichž bylo šest vítězných. Mužstvo převzal po nepovedeném podzimu 1960, kdy bylo na poslední příčce v tabulce a zachránil je v nejvyšší soutěži.
Dlouhá léta trénoval mládež v Nitře, působil také u československé reprezentace a výběru SSR. Na jeho počest je v Nitře každoročně pořádán Memoriál Ladislava Baláža, kterého se účastní dorostenecká mužstva. V pátek 26. července 2019 začal jeho 40. ročník.